# Sibariops
Sibariops är ett släkte av skalbaggar. Sibariops ingår i familjen vivlar.

## Dottertaxa tillSibariops, i alfabetisk ordning[1]
- Sibariops aegra
- Sibariops alienus
- Sibariops amica
- Sibariops amnicola
- Sibariops angusta
- Sibariops ashevillensis
- Sibariops astutus
- Sibariops austiniana
- Sibariops bahiensis
- Sibariops benigna
- Sibariops bifasciatus
- Sibariops brevipilis
- Sibariops breviscupa
- Sibariops caseyanus
- Sibariops castanea
- Sibariops caudex
- Sibariops cervina
- Sibariops civica
- Sibariops concinna
- Sibariops concurrens
- Sibariops confinis
- Sibariops confusa
- Sibariops convexula
- Sibariops corvina
- Sibariops curtulirostris
- Sibariops definita
- Sibariops difficilis
- Sibariops diffidens
- Sibariops diffideus
- Sibariops dubius
- Sibariops ebena
- Sibariops erebea
- Sibariops finitima
- Sibariops fraterculus
- Sibariops fuirenae
- Sibariops fultonica
- Sibariops funerea
- Sibariops hoastoni
- Sibariops houstoni
- Sibariops iliniana
- Sibariops illiniana
- Sibariops incolumis
- Sibariops incolumnis
- Sibariops intermedia
- Sibariops kansana
- Sibariops latipennis
- Sibariops lepagei
- Sibariops levi
- Sibariops longipennis
- Sibariops longithorax
- Sibariops lucidula
- Sibariops mediocris
- Sibariops micans
- Sibariops montei
- Sibariops mundula
- Sibariops nanella
- Sibariops nasutus
- Sibariops obesella
- Sibariops pedrito
- Sibariops pedritosilvai
- Sibariops pellax
- Sibariops piceipes
- Sibariops pilipennis
- Sibariops pistorella
- Sibariops praedalta
- Sibariops puncticollis
- Sibariops pusilla
- Sibariops puteifera
- Sibariops ramosi
- Sibariops rivularis
- Sibariops rufipennis
- Sibariops sectator
- Sibariops seminitens
- Sibariops seminitida
- Sibariops similis
- Sibariops subtilis
- Sibariops surrufipes
- Sibariops tubifera
- Sibariops uniseriata
- Sibariops zikani